# Caña uruguaya
La caña uruguaya es una bebida alcohólica destilada de la caña de azúcar cuya graduación es de 38 a 40 grados, de color acaramelado debido a que es añejada en barriles de roble.
Su utilización es para preparar en infusiones de hierbas o frutos como la naranja, el limón, la pitanga, o el butiá, aunque también puede beberse sola o mezclada con gaseosa, siendo varios los bares donde pueden degustarse estas bebidas infusiondas.
Se utiliza también como ingrediente en otras bebidas, como son el vermut para hacer el medio y medio (que toma el nombre coloquial de arena y portland) o el oporto con el que se fabrica la uvita. 
No debe confundirse con la bebida uruguaya espinillar, pues aunque también se elabore a base de caña de azúcar, es una variante de ron y es otro tipo de bebida.

## Historia
Su presencia en el territorio uruguayo y por tanto su consumo extiende sus raíces sobre la primera mitad del SXIX en el que el ron vino a reemplazar a la ginebra debido al comercio del tasajo o charqui que se exportaba a La Habana, donde se obtenía esta bebida mediante intercambio comercial con Cuba, cuando se la conocía como caña de La Habana. Cabe señalar el papel que tuvo la caña en la matanza de Salsipuedes, donde exacerbó los ánimos (sobre todo de Rivera y los caciques) e influenció el acaecer de los hechos. Su consumo se extendió, primero a las pulperías y luego a los bares de las ciudades rondando los comienzos del SXIX. Vesubio, es una marca registrada en Uruguay desde 1917, pero su dueño José Rodríguez Camesselle, conocido en la década del 20 como el Rey de la caña, probablemente ya producía esta aguardiente desde su arribo en 1861. La oleada inmigratoria de principios del SXX, marcaría desde un contexto más amplio, de nuevo un proceso de sustitución, esta vez uno en que lo criollo sería reemplazado por lo europeo, tal como la caña sustituyó a la ginebra anteriormente, marcando el paso de lo español al federalismo independentista. Esta vez un nuevo aguardiente recién llegado por las circunstacias, pasaría a reemplazar el consumo popular de caña, sobre todo  en las ciudades, la grapa, un destilado de un subproducto de la uva de herencia italiana. Ya en 1936, el diputado Tarabal, hacía su descargo en la cámara de representantes:

Lo voy a probar después, cómo ha decaído el cormsumo de caña, y cómo se ha hecho abuso del consumo de la grappa”, con grave perjuicio de la salud pública; porque la grappa — y lo saben todos los hombres del campo que viven en campaña, — lima los intestinos por su efecto nocivo sobre el aparato digestivo, Y, sin embargo, en los últimos tiempos hemos visto que a medida que decrecía el consumo de la caña se elevaba hasta el doble el consumo de la .“grappa”

En 1933 se consumían 1.471.500 litros de caña, en 1934, 1.653.093 litros y en 1935  1.599.112 litros, mientras que respectivamente para la grapa se consumieron 231.000, 250.000 y 281.000 litros. Ya rondando los años 40 las licorerías uruguayas producían 2.000.000 de litros de caña por año. El monopolio de alcoholes de Ancap en los 40, significó el cese de la producción de privada de caña, que recién sería retomada en el 2019 luego del desmantelamiento de la licorería de Ancap. Pero la liberlización de las importaciones en los 90's significó un incremento significativo en el consumo de whisky y descenso del consumo de caña. De 1977 a 1980, el consumo anual de cañas, grappas y amargas, alcanzó los 5,5 millones de litros y en 2019 el consumo de cañas, grappas y amargas, fue de 1,7 millones. Actualmente, Uruguay es el segundo consumidor de whiskey per capita, con un consumo equivalente de 1,77 millones de litros anuales, en 2023.